# Anton Aicher

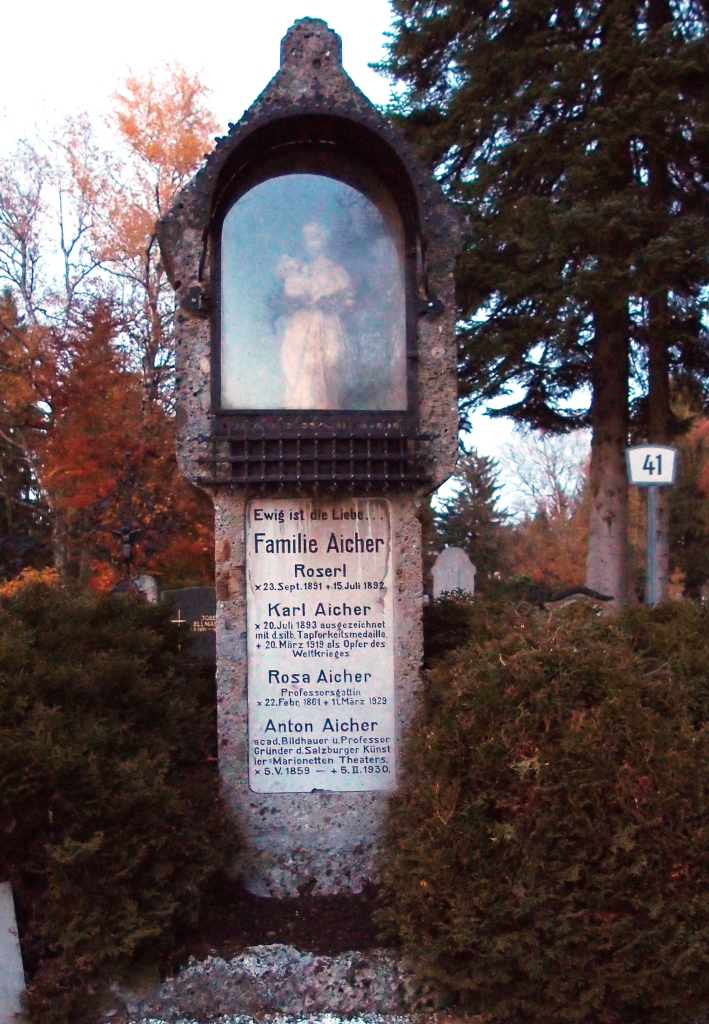
Grab von Anton Aicher auf dem Salzburger Kommunalfriedhof

Anton Aicher (* 5. April 1859 in Reiting bei Feldbach, Steiermark; † 5. Februar 1930 in Salzburg) war ein österreichischer Bildhauer und Gründer des Salzburger Marionettentheaters.

## Herkunft und Ausbildung
Anton Aicher kam als unehelicher Sohn der Nothburga Eicher im kleinen steirischen Dorf Reiting zur Welt. Ein örtlicher Gutsbesitzer erkannte früh seine Begabung und schickte ihn zum Grazer Bildhauer Jakob Gschiel in die Lehre. Ab 1881 studierte er als Schüler von Edmund Hellmer und Kaspar von Zumbusch an der Wiener Akademie. Während dieser Zeit lernte der Kunststudent Aicher im Wiener Prater die Welt des Puppenspiels kennen, der er sich später verschrieb. Nach Abschluss seines Studiums empfahlen ihn Hellmer und Zumbusch 1884 als Lehrer an die k.k. Staatsgewerbeschule nach Salzburg. Im Jahr 1885 heiratete er die Gutsbesitzertochter Rosina Deutsch aus Graz († 1929), die ihm die beiden Söhne Karl und Hermann schenkte.

## Künstlerisches Schaffen
Einen Namen machte sich Anton Aicher abseits seines Brotberufes vorerst als Bildhauer. Er schuf ausgezeichnete, teils rokokohafte Schnitzereien und Plastiken, darunter Mozart am Spinett (Mozart-Museum), Standbild Dr. Petter (Salzburger Museum Carolino Augusteum), Epitaph Dr. Bekk (Studiengebäude Salzburg), sowie die Büste Dr. Schützenhuber und die Kreuzigungsgruppe im Gibelfeld des neuen Leichenhauses im Salzburger Kommunalfriedhof. Erst nach seiner Pensionierung im Jahr 1912 besann er sich seines langgehegten Wunsches, ein eigenes Puppentheater zu gründen und holte sich dazu Anleitungen beim Münchner Puppenkünstler Leonhard Schmid.

## Gründung des Künstler-Marionettentheaters
Bei einer Faschingsveranstaltung der Salzburger Künstlergenossenschaft „Gral“ führte Aicher im Februar 1913 erstmals öffentlich mit seinen handgeschnitzten Gliederpuppen das Schäferstück Bastien und Bastienne von Wolfgang Amadeus Mozart auf. Zum weiteren Repertoire in der Anfangszeit des damaligen „Künstler-Marionettentheaters“ zählten neben Kasperlstücken die Märchenspiele des Münchner Hofmusikanten Franz von Pocci, die volkstümlichen Stücke von Hans Demel sowie kleinere Opernwerke und Singspiele wie Doktor Faust. Gespielt, gesprochen und musikalisch gestaltet wurde das Programm damals hauptsächlich von der Familie Anton Aichers selbst sowie von nebenberuflich mitwirkenden Salzburger Lehrern, Professoren und Mozarteums-Studenten. Die Erstaufführung wurde ein derart großer Erfolg, dass Anton Aicher noch gegen Ende des Premierenjahres mit seinem Künstler-Marionettentheater in den Turnsaal des alten Borromäums einziehen konnte, der bis 1962 Spielstätte des Theaters bleiben sollte. Eine seiner bekanntesten Figuren wurde der selbst kreierte, liebenswürdig melancholische und spitzbübische Kasperl Larifari.
1919 verlor Aicher seinen älteren Sohn Karl, der an den Folgen einer im Ersten Weltkrieg erlittenen Verletzung starb. Der jüngere Sohn Hermann beendete sein Technikstudium in Wien und heiratete am 7. Juni 1926 die Sopranistin Elfriede Eschenlohr. Anlässlich dieser Feierlichkeit übertrug Anton Aicher, im 67. Lebensjahr stehend, seinem Sohn als Hochzeitsgeschenk die Leitung des Salzburger Marionettentheaters. Anton Aicher starb am 5. Februar 1930 und wurde am Salzburger Kommunalfriedhof beigesetzt.

## Ehrungen und Nachfolger
Die Republik Österreich ehrte Anton Aicher 1927 mit der Verleihung des Goldenen Verdienstzeichens der Republik, die Stadt Salzburg ließ ihm, in Anerkennung seiner Verdienste um die Gründung des Salzburger Marionettentheaters, 1947 posthum mit der Benennung des Aicherwegs im Stadtteil Parsch, ihre Würdigung zuteilwerden.
Das Salzburger Marionettentheater wurde bis 1977 von Hermann Aicher weitergeführt und zu einer weltweit bekannten Institution ausgebaut. Nach dem Tod Hermann Aichers übernahm 1977 dessen Tochter, Margarethe Aicher (1928–2012), bis zu ihrem Tod im Jahr 2012 die Leitung.

## Werke (Auszug)
- Statuette Salzburger Wehrmann, Zinn bronziert, 1915, 6,5 × 6 × 24,5 cm; signiert: "A. AICHER", bez.: "SALZBURGER WEHRMANN KAISER KARL DER GROSSE 1915"; Heeresgeschichtliches Museum, Wien